# Сімміс
«Сімміс» (англ. Seveneves) — науково-фантастичний роман Ніла Стівенсона, вперше опублікований 2015 року.
Автор змальовує відчайдушну боротьбу за збереження виду гомо сапієнс на тлі руйнування Місяця й подальше перевлаштування людських спільнот. Дослівно українською назва перекладається як «Сім Єв», однак творці українського видання зупинилися на варіанті «Сімміс» задля збереження в назві слова‑перевертня.

## Сюжет

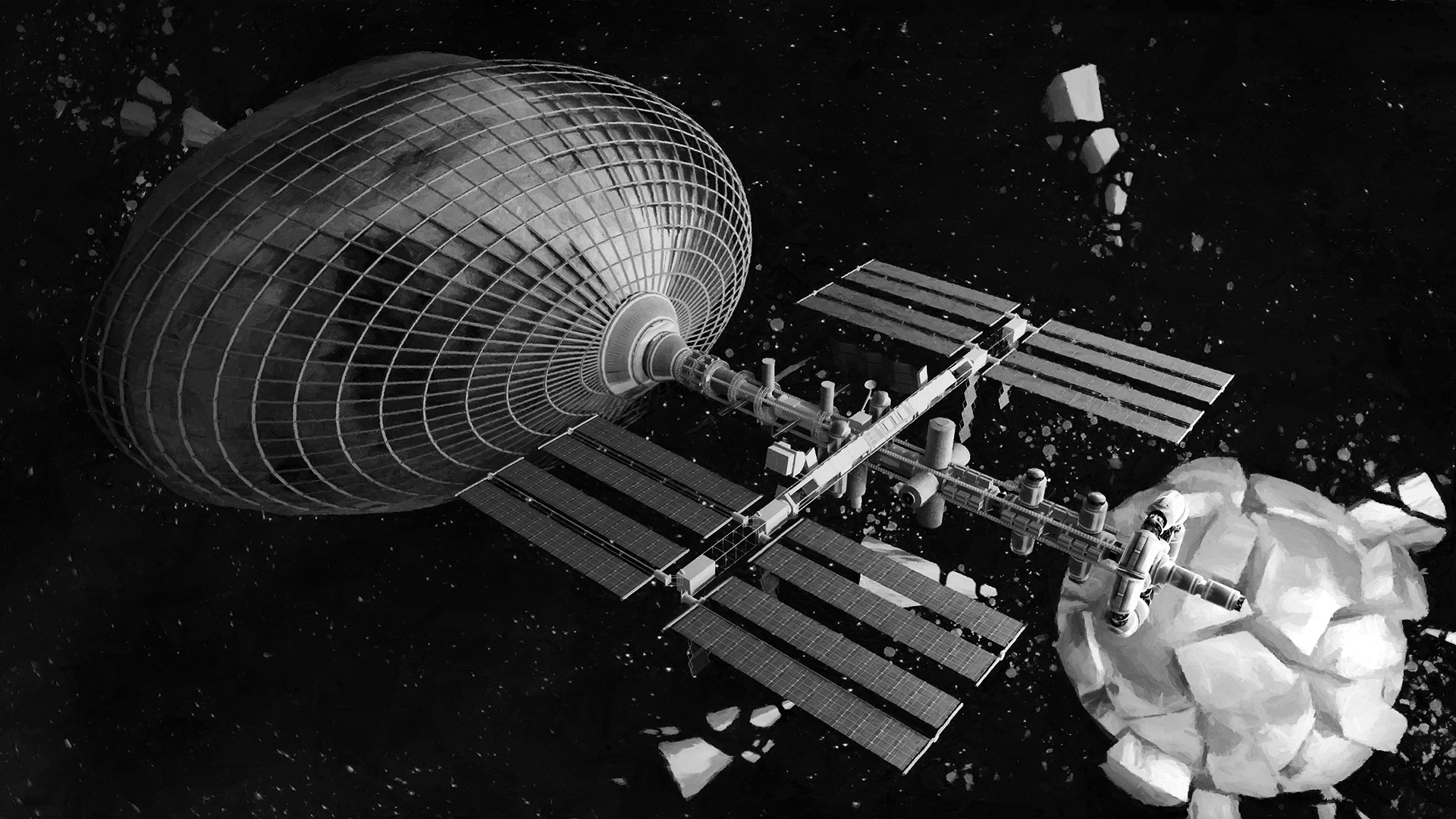
МКС, перетворена на «Хмарний Ковчег»

### Частина 1
У якийсь невизначений момент в найближчому майбутньому невідомий об'єкт, названий Агентом, спричинив розпад Місяця. Астроном і популяризатор науки «Док» Дюбуа Гарріс розрахував, що число зіткнень шматків природного супутника Землі збільшуватиметься в геометричній прогресії, і призведе до сповільнення та обвалу фрагментів Місяця в земну атмосферу. Цей процес названий ним «біле небо» огорне Землю на роки та спричинить «жорсткий дощ» із болідів. Космічне бомбардування призведе до розжарювання атмосфери, випарування океанів, знищення біосфери і зробить Землю непридатною для життя протягом тисяч років.
Міжнародна космічна станція стає осередком проєкту «Хмарний Ковчег» — спроби зберегти людський вид, оцифровані зразки всіх інших форм життя та досягнень культури. МКС у творі Стівенсона має суттєву особливість: вона з'єднана з металевим астероїдом групи Арджуни, Амальтеєю, упійманим і перетвореним на випробувальний майданчик для видобувних технологій. Політики доходять згоди щодо спільного інтересу будівництва «Ковчега» та об'єднують зусилля людства довкола цієї мети. Кожен народ на Землі вибирає невелику кількість молодих здібних людей, що отримують право приєднатися до команди на навколоземній орбіті. Всього таких обраних налічується 20 тисяч.
Команда МКС, якою керує американка Айві Сяо, нарощує структуру, запаси та збільшується в чисельності за рахунок постійних запусків із Землі. Оскільки часу бракує, запуски ракет на орбіту відбуваються поспіхом, аварії стають частим явищем. Росіяни розробляють «Лук» — портативне приміщення, в якому космонавти можуть поповнити запаси й відпочити. Наступним етапом стає розробка «крапель» — невеликих орбітальних жител, здатних поєднуватися між собою в більші структури. В одному з нових модулів МКС розміщується генетична лабораторія та сховище зразків ДНК, якими завідує Мойра Кру. Альматея слугує природним щитом для МКС, на ній працюють роботи, якими керує Діна МакКері. Її роботи стають у пригоді для рятівної операції, коли російська спортсменка і космонавтка Фьокла Ільюшина, прибу́ла в одній з перших самовбивчих технічних команд, стикається з фатальною відмовою техніки.
План проєкту «Хмарний Ковчег» полягає в тому, щоб досягти самозабезпечення та знову заселити планету після завершення «жорсткого дощу» і відновлення її здатності підтримувати життя. Близько 1500 людей оселяються на орбіті в «краплях» і на МКС протягом двох років до початку «жорсткого дощу».
Мільярдер і фанат астронавтики Шон Пробст підозрює, що деякі творці «Хмарного Ковчегу», особливо президент США Джулія Блісс Флаерті, зацікавлені тільки в заспокоєнні приречених жителів Землі й збереженні своєї влади, а не в створенні середовища, яке дійсно стане тисячолітнім прихистком людства. Він розуміє, що «Ковчег» потребуватиме величезного запасу води як палива та ресурсу життєзабезпечення. Тому, використовуючи двигун з ядерним реактором, вирушає в дворічну експедицію до комети 26P/Grigg–Skjellerup щоби спрямувати її до Землі. Незадовго до падіння болідів у Венесуелі спалахує повстання з вимогою відправити на орбіту частку її громадян, інакше інші ракети будуть збиті.

### Частина 2
В цій частині цікаву роль відіграє пропаганда у соціальних мережах (що перегукується з недавніми історичними подіями в США і Європі). Крім дослідження соціальних процесів, багато уваги у цій частині приділяється генетиці, ракетній техніці та небесній механіці.
«Жорсткий дощ» починається приблизно через два роки після розпаду Місяця, людська цивілізація та, імовірно, все життя на Землі знищені, хоча дехто намагаються сховатися під землею (як батько Дайни) або в глибинах океану (як наречений Айві). Попри угоду, що представники земної влади не будуть евакуйовані на «Хмарний Ковчег», Джулія в останній момент відлітає туди. Маркус Лойкер, новий командувач «Хмарного Ковчега», оголошує кінець історії народів Землі, припинення попередніх громадянств усіх орбітальних жителів, вводить воєнний стан і нову Конституцію «Ковчегу». Починаються суперечки щодо того, в якій формі тепер існуватиме людство. Частина вцілілих виступає за створення децентралізованого космічного флоту, Дюбуа пропонує сховатися в розщелині місячного ядра, Джулія бажає летіти на Марс. Жертовні відчайдушні зусилля команди спрямовані на те, щоб врятувати МКС і рій менших кораблів серед хаосу фрагментів Місяця. Ситуацію ускладнює загибель корабля з генетичними зразками людей, внаслідок чого лишається тільки їхня цифрова копія.
Шон Пробст повертається, буксируючи за собою комету, але він та його екіпаж гинуть через радіацію від реактора свого корабля. Маркус Лойкер і Дайна відправляють невелику команду на комету, щоб доставити її безпосередньо до «Хмарного Ковчега».
За намовою Джулії, «краплі» переходять на вищу орбіту, де їх повинні підібрати більші кораблі для польоту на Марс, але їм бракує припасів. Вцілілі на чолі з Джулією вирішують захопити МКС і зламують для цього протиметеоритну систему, внаслідок чого в станцію влучає уламок Місяця. Майже всі люди, які дожили до того часу (три сотні), гинуть.
МКС, залишки «Хмарного Ковчега» та комету об'єднують у корабель «Ендюранс». Вцілілі доти 30 людей спрямовують «Ендюранс» до місячного ядра, проте політ триватиме ще три роки.
До кінця польоту доживають 11 людей, а жителі «крапель» вдаються до канібалізму і теж поступово вимирають. Аїда веде переговори про возз'єднання флоту «крапель» з «Ендюрансом» і, побоюючись осуду, влаштовує невдалий переворот. Зрештою восьмеро жінок, семеро з яких здатні мати дітей, досягають розщелини в ядрі Місяця на «Ендюрансі». Там вони використовують генетичну лабораторію станції, щоб виростити нове людство шляхом штучного запліднення. Жінки домовляються, що кожна з них може на свій розсуд генетично змінити власне потомство. Перше покоління дітей повинно бути жіночої статі, а Мойра реконструює Y-хромосому в другому поколінні, щоб відновити природне розмноження без допомоги технологій.

### Частина 3
У цій частині велика увага приділяється фантастичним технологіям орбітального проживання та пересування, тераформуванню, генетиці, еволюційній теорії та соціальним процесам різних груп виживальників.
Оповідь переносить читачів на 5000 років вперед. Події перших двох частин стали героїчним епосом (ретельно дослідженим завдяки збереженим цифровим записам). Орбітальні поселення з населенням 3 млрд людей, розташовані навколо Землі, готуються до повернення на поверхню планети, вже сотні років проводячи її тераформування. Людство складають сім рас із чіткими характеристиками, в тому числі Айвінці, Теклани, нащадки Іллюшиної, Дайнани, що ведуть родовід від Дайни МакКері. А також Мойрани, що часом переживають «епігенетичні зрушення», радикально змінюючи тіла та психіку у відповідь на нові умови середовища.
Людство розділене переважно за расовою ознакою на дві держави, Червоних і Синіх, які перебувають у стані холодної війни, що характеризується культурною та інформаційною ізоляцією, шпигунством і сутичками на кордонах. Розщелена, де було покладено початок новому людству, стала центром космічного міста Синіх, з якого на Землю спускається ліфт.
Генетик «Док» Гу Ноа формує «Сімку» з представників кожної раси та відряджає її на Землю, де виявлено присутність іще якихось людей. Як з'ясовується, частина людей на планеті пережила «Жорсткий дощ», живучи в підземних шахтах або в глибинах океанів. Вони неохоче налаштовують контакти з космічними жителями, вважаючи, що їхні предки боягузливо втекли з Землі. Учасник експедиції на Землю, Тай, пропонує запросити двох представників земних рас до Розщелини, щоб сформувати «Дев'ятку».

## Створення роману
Ніл Стівенсон планував цей твір іще у 2006, коли працював у Blue Origin. Він зазначив:
Деякі дослідники висловили стурбованість щодо сценарію, коли зіткнення двох уламків сміття створить велику кількість осколків, збільшуючи вірогідність подальших зіткнень і подальшої фрагментації, призведе до ланцюгової реакції і такої кількості уламків, що стане бар'єром для майбутніх космічних досліджень. Вихований на ідеї 'Космос, остання межа' (цитата зі Star Trek), я був вражений і зачарований можливістю, що космос може опинитися за непроникною стелею за сто чи близько того миль над нашими головами.
Письменник продовжив працювати над «Seveneves» протягом наступних восьми років, намагаючись у роботі «дотримуватися законів науки настільки, наскільки це можливо».
Критики зауважують (див. розділ Відгуки) обшир передових наукових та технічних концепцій, зачеплених автором у творі. Серед іншого, Стівенсон згадує ланцюговий фонтан — ефект, відкритий лише 2013 року, та моделює в своїй уяві ланцюгових роботів, для управління котрими в умовах слабкої гравітації використовується цей ефект.

## Переклади українською
2018 року книга «Сімміс» вийшла українською мовою у видавництві НК-Богдан.
- Ніл Стівенсон. Сімміс: роман / Н. Стівенсон ; пер. з англ. О. Українця. — Тернопіль: Навчальна книга — Богдан, 2018. — 688. : іл. ISBN 978-966-10-5547-5[4]
- Ніл Стівенсон. Сімміс: роман / Н. Стівенсон ; пер. з англ. О. Українця. — Тернопіль: Навчальна книга — Богдан, 2018. — 688. : іл. — Серія: Чумацький шлях. ISBN 978-966-10-5305-1[5]

## Відгуки
У цілому, критика сприйняла Сім Єв позитивно. Чикаго Триб'юн коментує розмір твору заявою: «коли Стівенсон знаходить тему порівняну з його честолюбством, усі ці сторінки проносяться, як швидкісний поїзд. Seveneves пропонує дуже традиційний науково-фантастичний сценарій і чудове дослідження систем, концепцій і технологій, якими завжди захоплюється автор.» Booklist також високо оцінив твір: «Чудово розвинена у трьох частинах, що охоплюють 5000 років людського майбутнього, книга-громадина Стівенсона напевне домінуватиме у вашому досвіді читання наукової фантастики 2015 року».
Молекулярна біологиня Дженніфер Дудна оцінила книжку як «фантастичну подорож у часі і просторі, засновану на науці, а ще й таку, що змушує глибоко замислитися про природу людини і майбутнє нашого виду».
Білл Гейтс рекомендував Seveneves як одну з п'яти книг для читання влітку 2016 року, розхвалюючи її наукову точність. Він пише: «Seveneves нагадала мені про все, що я люблю в науковій фантастиці». Разом з автором Гейтс записав невелике VR-відео, в якому вони обговорюють цю книгу.
Стівен Пул, кореспондент The Guardian був критичнішим у своєму огляді, вважаючи, що твору притаманна надмір описів і спостережень: «Дійшовши до третьої частини роману, що розвивається зі швидкістю равлика, ми виявляємо безліч шикарних описів уявних машин: орбітальні середовища розміром з місто, гігантські маятники, що опускаються в щільні шари атмосфери Землі, „небесні поїзди“. Після десятків сторінок оцього, мої повіки не могли протистояти потужній гравітаційній силі».
2016 року книга була номінована на премію Г'юго «за найкращий роман». Також отримала лібертаріанську премію Прометей 2016 року.

## Екранізація
Влітку 2016 з'явилась новина про те, що компанія Skydance Media найняла сценариста Вільяма Бройлеса-молодшого, режисера Рона Ховарда та продюсера Брайана Грейзера для екранізації книги.